# Archiconchoecemma orientalis
Archiconchoecemma orientalis is een mosselkreeftjessoort uit de familie van de Halocyprididae. De wetenschappelijke naam van de soort is voor het eerst geldig gepubliceerd in 1987 door Chavtur.